# Авігу Медіна
Авігу Меді́на (івр. אביהו מדינה; 19 серпня 1948) — ізраїльський співак, аранжувальник, автор пісень і композитор, який зробив великий внесок у те, щоб середземноморська музика стала невід'ємною частиною музики Ізраїлю.
Лауреат премії Ізраїлю у категорії «Пісня івритом» за 2022 рік (5782 рік). У мотивах присудження премії комітет зазначив, що:
|  | Медіна призвів до значного прориву в ізраїльській музиці. Авігу присвятив більшу частину свого часу розвитку та утвердженню ізраїльського музичного стилю, що походить із традиційних і культурних єврейських коренів Оригінальний текст (івр.) מדינה הביא לפריצת דרך משמעותית במוזיקה הישראלית. את מרבית זמנו הקדיש אביהו למען פיתוחו וביסוסו של סגנון המוזיקה הישראלית הנובע מתוך שורשים יהודיים מסורתיים ותרבותיים |

## Біографія
Авігу Медіна народився 19 серпня 1948 року в районі Шабазі в Тель-Авіві як третій син Леї (Міск (івр. לאה מיסק) до одруження), уродженки Єрусалиму, батьки якої іммігрували до Ізраїлю з Ємену в 1906 році, і Агарона Леві Медіна (івр. אהרן לוי מדינה), вихідця з Ємену, який іммігрував до Ізраїлю в 1939 році. Медіна — єврей, а його батько був хаззаном (кантором). Згодом його родина переїхала в Холон. Коли йому було 12 років, померла матір. Через рік його батько одружився вдруге, і Авігу переїхав до свого старшого брата Надава (івр. נדב). Будучи підлітком, він здобув освіту в кібуці Кіссуфім, де ввібрав музичні впливи, які були поширені в 1960-х роках, такі як рок-музика, The Beatles тощо. У 1967 році він вступив на службу в ЦАГАЛ, служив у танковому корпусі командиром танка. Під час війни Судного дня був призваний в резерв до 113-го батальйону 217-ї бригади; також брав участь у Першій Ліванській війні, хоча міг бути звільнений зі служби, бо був артистом.
У 1980-х роках він заснував бізнес із шліфування діамантів, щоб не залежати тільки від доходів із музики.

З 2006 по 2011 рік Медіна обіймав посаду голови правління «Товариства авторів, композиторів та музичних видавців Ізраїлю» (ACUM).
У 2021 році опублікував книгу «Історії та мелодії» (івр. קורות ומנגינות) — автобіографію, яку він написав під час епідемії корони.

### Боротьба проти сегрегації середземноморської музики
Медіна з самого початку був одним із найвидатніших противників фактичної «сегрегації» музикантів у середземноморському стилі. На його думку, музика, умовно відома як «музика мізрахіт» (від івр. מזרחי, тобто «східний»), є невід'ємною частиною пісні на івриті загалом і заслуговує на центральну сцену в ЗМІ. За його словами, його творчість — насамперед ізраїльська, і як Маті Каспі не називають «західним автором», так і його не слід вважати «східним автором». Після звільнення з резерву, наприкінці війни Судного дня, Медіна почав боротьбу за те, щоб його пісні та інші пісні в середземноморському стилі звучали на радіостанціях Коль-Їсраель, включалися в загальні чарти та виконувались на великих загальних фестивалях, як-от фестиваль пісні, де ще не прийняли жодної його пісні, замість того, щоб цю музику включали до окремих програм та заходів. У 1980 році він звинуватив Управління телерадіомовленням в тому, що такі співаки, як Джо Аммар, Боаз Шар'абі та Аліза Азікрі, залишили Ізраїль, а інші змушені відмовлятися від середземноморського жанру, щоб догодити музичним редакторам. У 2013 році під час інтерв'ю з Нівом Раскіним в «Ґалей Цагал» він різко розкритикував саме армійське радіо і сказав:
|  | Чому ви представляєте мене як єврея-мізрахі, а не як ізраїльтянина? Нас поміщають у гетто, як щось, що має зникнути [з часом]. Ви нас досі не вважаєте законною частиною єврейського народу та ізраїльської культури Оригінальний текст (івр.) למה אתם מציגים אותי כמזרחי ולא כישראלי? שמים אותנו בגטו, כמו משהו שאמור לעבור מהעולם. אתם עד היום לא רואים בנו חלק לגיטימי של עם ישראל ומהתרבות הישראלית |

## Особисте життя
Медіна розлучений з Єгудіт (івр. יהודית), новонаверненою німецького походження. Батько трьох дочок. Мешкає в районі Кір'ят-Маталоні Петах-Тікви. Його сестра — актриса і співачка Нава Медіна (івр. אווה מדינה).

## Професійна кар'єра

### Автор пісень
Авігу Медіна написав більше 401 пісні. Він почала писати пісні в 1970-х роках. Його перша пісня «Яаков га-Тамім» (івр. יעקב התמים) зайняла третє місце на фестивалі пісні мізрахі в 1971 році у виконанні Моше Гілеля. Ще десять пісень Медіни увійшли до наступних фестивалів пісні мізрахі, усі з них потрапили до трійки лідерів різних років. Він вважається найбільш відомим композитором середземноморського стилю, який написав багато пісень для виконавця Зогара Арґова.
Серед творів Авігу Медіни: «Квітка в моєму саду» (івр. הפרח בגני; перше місце на фестивалі пісні мізрахі 1982 року у виконанні Зогара Арґова), «Тобі, мій Боже» (івр. אליך אלוהי), «Скрипка Давида» (івр. כינור דוד), «Сидить одна» (івр. לבד יושבת), «Бути людиною» (івр. להיות אדם), «Уже пройшли роки» (івр. כבר עברו השנים), «Не відкидай мене» (івр. אל תשליכני), «Секрет знаків зодіаку» (івр. סוד המזלות), «Чому, Боже» (івр. למה אל), «Хваліть Єрусалим» (івр. שבחי ירושלים), «Ти є загадкою для мене» (івр. חידה את לי), «Дружина» (івр. רעיה), «Жінки і вільні» (івр. נשים וחופשיות), «Мій батько» (івр. אבי), «Між добром і злом» (івр. בין הטוב והרע), «Піднімемося» (івр. נעלה), «Повертаючись до моєї землі» (івр. שב אל אדמתי), «Благослови нас» (івр. ברכנו), «П'ятниця настала» (івр. יום שישי הגיע), «Шабат як подарунок» (івр. שבת מתנה), «Кохана країна» (івр. ארץ אהובה), «Туга» (івр. געגועים), «Пусти час» (івр. תן לזמן ללכת) і більше. Ці пісні виконували Хаїм Моше, Їшай Леві, Зогар Арґов, Даклон, Урі Шевах, Ційон Ґолан, Боаз Шарабі та Шімі Таворі.

### Співак
Кар'єра Медіни як співака почалася на фестивалі пісні мізрахі 1980 року, коли він виконав власну пісню «Рахель» (івр. רחל).
Свій перший сольний альбом він випустив лише у 1990 році, у віці 42 років.

### Дискографія
- 1988 — «Квітка в моєму саду» (івр. הפרח בגני) — подвійний альбом, який включає дуети з Шімі Таворі. У альбомі також мав брати участь Зогар Арґов, але співак трагічно загинув 1987 року.
- 1990 — «Яку я люблю» (івр. אשר אהבתי) — включав пісні «Жінка-дівчина» (івр. אישה ילדה), «Пісня для моєї сестри» (івр. שיר לאחותי; у дуеті з сестрою Навою), «Балада для друга» (івр. בלדה לחבר (пам'яті Зогара Арґова) і «Возрадуйтеся, бідні» (івр. שמחי עניה; на слова рабина Шалома Шабазі). Диригував мюзиклом Авігу Медіна, а аранжування пісень робили Яаков Ламай та Ар'є Беркович (івр. אריה ברקוביץ').
- 1992 — «Що станеться?» (івр. מה יהיה?) — включав однойменну пісню, «Жінка, що зводить з розуму» (івр. אישה משגעת), «Золоте серце» (івр. לב זהב) та виконання Медіною пісень, які він написав для Хаїма Моше та Їшая Леві («Дружина», «Чому, Боже», «Сидить одна»). Яаков Ламай аранжував пісні для альбому.
- 1995 — подвійний альбом «Знаки дороги» (івр. סימנים של דרך) — який включав традиційні пісні. До альбому увійшла пісня на честь батька «Батькова молитва» (івр. תפילה של אבא).
- 1996 — «Пасхальна Гаґада» — пасхальний седер з оригінальною мелодією разом з Узі Хітманом.
- 1998 — «Клянусь тобі» (івр. אני נשבע לך) — однойменна пісня стала хітом, що продовжує звучати на радіо та телестанціях.
- 2004 — «Я не маю спокою» (івр. אין לי מנוח). Альбом включає рімейк хіта «Не відкидай мене» (івр. אל תשליכני), а також дуети з Джо Аммаром і Шімі Таворі.
- 2012 — «Найкраще — ізраїльська класика» (івр. המיטב - קלאסיקה ישראלית). Подвійний альбом, яка включає 36 пісень Авігу Медіни у виконанні найкращих виконавців та самого Медіни.
- 2014 — «Тільки Бог знає» (івр. רק אלוהים יודע). 12 нових пісень, кілька дуетів із такими співаками, як Шімі Таворі, Йоав Їцхак, Пе'ер Тассі.

## Нагороди та відзнаки
- 2015 — обраний запалювати факели на церемонії до Дня Незалежності[14];
- 2016 — нагороджений премією «міністра освіти за єврейську культуру» в галузі музики;
- 2022 — Премія Ізраїлю в категорії «Пісня івритом» за 5782 рік.

## Читати далі
- תומר לויסמן, בשדה הקרב של הזיכרון, כנרת זמורה-ביתן דביר, נובמבר 2020, עמוד 515

## Виноски
1. 1 2 3  Amy Horowitz (2010). Mediterranean Israeli Music and the Politics of the Aesthetic. ISBN 978-0814334652. Архів оригіналу за 11 квітня 2022. Процитовано 20 липня 2011.
2. ↑  Rebecca L. Stein, Ted Swedenburg (2005). Palestine, Israel, and the politics of popular culture. ISBN 0822386879. Архів оригіналу за 11 квітня 2022. Процитовано 20 липня 2011.
3. ↑  "הביא לפריצת דרך במוזיקה הישראלית": אביהו מדינה הוא חתן פרס ישראל לזמר העברי (івр.) . Ма'арів Онлайн. 15.03.2022. Архів оригіналу за 15 березня 2022. Процитовано 11.04.2022.
4. ↑  אביהו מדינה יקבל את פרס ישראל בתחום הזמר העברי (івр.) . כלכליסט. 15.03.2022. Архів оригіналу за 15 березня 2022. Процитовано 11.04.2022.
5. ↑  אביהו מדינה. Архів оригіналу за 18 січня 2012. Процитовано 20 липня 2011. [Архівовано 2012-01-18 у Wayback Machine.]
6. 1 2  Zohar Argov's flower that launched a million cassettes [Архівовано 10 січня 2018 у Wayback Machine.], Haaretz
7. ↑  "המלחמה שלי": אביהו מדינה חוזר לתופת של יום כיפור (івр.) . Ісраель Хайом. 26.11.2020. Архів оригіналу за 15 березня 2022. Процитовано 11.04.2022.
8. ↑  יובל אברמוביץ' (17.04.2015). אני ניצחתי (івр.) . Ісраель Хайом. Архів оригіналу за 29 серпня 2019. Процитовано 11.04.2022.
9. ↑  יעקב בר-און (14.10.2013). אביהו מדינה: בגל"צ נתנו לי להרגיש לא שייך. ילדים החליטו שם (івр.) . Ма'арів Онлайн. Архів оригіналу за 12 квітня 2020. Процитовано 11.04.2022.
10. 1 2  אסף נבו (26.05.2013). אביהו מדינה: "גלי צה"ל לא רואים בנו חלק מעם ישראל" (івр.) . Мако. Архів оригіналу за 21 червня 2020. Процитовано 11.04.2022.
11. ↑  אביהו מדינה: ערב אחד בשנה על המפה (івр.) . Ма'арів. 09.12.1980. Архів оригіналу за 13 травня 2022. Процитовано 11.04.2022.
12. ↑  Motti Regev, Edwin Seroussi (2004). Popular music and national culture in Israel. ISBN 9780520936881. Архів оригіналу за 11 квітня 2022. Процитовано 20 липня 2011.
13. ↑  Anton La Guardia (2003). War without end: Israelis, Palestinians, and the struggle for a promised land. Macmillan. с. 242. Процитовано 20 липня 2011. Avihu Medina.
14. ↑  שגיא בן נון (08.03.2015). אביהו מדינה: "אני לא עלה תאנה" (івр.) . Воула!. Архів оригіналу за 23 січня 2021. Процитовано 11.04.2022.